# Sede titolare di Roselle
Roselle (in latino: Rusellensis) è una sede titolare della Chiesa cattolica.

## Storia
Il titolo fa riferimento all'antica città etrusco-romana di Rusellae, attestata come sede vescovile a partire dalla fine del V secolo. Il 9 aprile 1138, con la bolla Sacrosancta Romana Ecclesia, papa Innocenzo II decise di trasferire la sede vescovile a Grosseto, rimanendo invariato l'assetto territoriale della diocesi fino al XV secolo.
Dal 1966 Roselle è annoverata tra le sedi vescovili titolari della Chiesa cattolica; dal 24 novembre 2018 l'arcivescovo, titolo personale, titolare è Christophe Zakhia El-Kassis, nunzio apostolico negli Emirati Arabi Uniti e nello Yemen e delegato apostolico nella Penisola Arabica.

## Cronotassi dei vescovi titolari
- Lorenzo Antonetti † (23 febbraio 1968 - 21 febbraio 1998 nominato cardinale diacono di Sant'Agnese in Agone)
- Marcello Zago, O.M.I. † (28 marzo 1998 - 1º marzo 2001 deceduto)
- Giovanni Angelo Becciu (15 ottobre 2001 - 28 giugno 2018 nominato cardinale diacono di San Lino)
- Christophe Zakhia El-Kassis, dal 24 novembre 2018